# Ankylopteryx (Ankylopteryx) tristicta
Ankylopteryx (Ankylopteryx) tristicta is een insect uit de familie van de gaasvliegen (Chrysopidae), die tot de orde netvleugeligen (Neuroptera) behoort. 
Ankylopteryx (Ankylopteryx) tristicta is voor het eerst wetenschappelijk beschreven door Navás in 1910.